# Gaius Iulius Augurinus
Gaius Iulius Augurinus war ein im 1. Jahrhundert n. Chr. lebender Angehöriger des römischen Ritterstandes (Eques).
Durch eine Inschrift, die in Mainz gefunden wurde, ist belegt, dass Augurinus im Jahr 56 Kommandeur (Praefectus) der Ala Gallorum Petriana war.

## Datierung
Die Inschrift kann durch die Angabe der beiden ordentlichen Konsuln des Jahres 56 Quintus Volusius Saturninus und Publius Cornelius Scipio datiert werden.